# اترت
اَترَت (در اوستا ثریته/ θrita ) نام پدر گرشاسب  و نیای دوم  سام نریمان است. او سومین کس از مردمان بود که نوشابهٔ آیینی هوم را  افشرد و به سزای این کار سپند(مقدس) دو پسر به نام‌های گرشاسپ و اورواخشیه به او پاداش داده شد.   پدر اثرت    شم  نواده جمشید است .